# Daniel Rogers
Daniel Rogers (3 de janeiro de 1754 - 2 de fevereiro de 1806) foi um político norte-americano que foi governador do estado do Delaware, no período de 1797 a 1799, pelo Partido Federalista.